# Wojciech Wilk
Wojciech Wilk (ur. 12 sierpnia 1972 w Kraśniku) – polski polityk i samorządowiec, w latach 2005–2011 oraz 2015–2018 poseł na Sejm V, VI i VIII kadencji, w latach 2014–2015 wojewoda lubelski, od 2018 do 2024 burmistrz Kraśnika.

## Życiorys
Z wykształcenia prawnik, ukończył w 1997 studia na Wydziale Prawa i Administracji Uniwersytetu Marii Curie-Skłodowskiej w Lublinie. Został także absolwentem studiów podyplomowych z zakresu gospodarki nieruchomościami w Wyższej Szkole Przedsiębiorczości i Administracji w Lublinie (2000) oraz z zakresu integracji europejskiej na UMCS (2004). Od 1999 pracował w urzędzie miasta w Kraśniku jako zastępca kierownika, a następnie kierownik wydziału gospodarki gruntami. W latach 2002–2005 był zastępcą burmistrza. Pełnił funkcję prezesa klubu sportowego Stal Kraśnik.
Przystąpił do Platformy Obywatelskiej. W 2004 bez powodzenia kandydował do Parlamentu Europejskiego. W wyborach parlamentarnych w 2005 został wybrany na posła V kadencji w okręgu lubelskim. W wyborach w 2007 po raz drugi uzyskał mandat poselski, otrzymując 9079 głosów. W wyborach w 2011 bezskutecznie ubiegał się o reelekcję. Pracował następnie w lubelskim magistracie na kierowniczych stanowiskach. 12 marca 2014 powołany na stanowisko wojewody lubelskiego.
W wyniku wyborów w 2015 ponownie został posłem, otrzymując 6348 głosów. W konsekwencji 11 listopada 2015 zakończył urzędowanie jako wojewoda. W drugiej turze wyborów samorządowych w 2018 został wybrany na burmistrza Kraśnika. W 2024 nie uzyskał reelekcji, przegrywając w drugiej turze. Uzyskał natomiast w tym wyborach mandat radnego miejskiego.

## Odznaczenia
- Srebrna Odznaka „Zasłużony dla Służby Celnej” (2015)[8]
- Order św. Marii Magdaleny II stopnia (2015)[9]